# Souled Out 1999
Souled Out 1999 fu un pay-per-view organizzato dalla federazione di wrestling World Championship Wrestling (WCW); si svolse il 17 gennaio 1999 presso il Charleston Civic Center di Charleston (Virginia Occidentale).

## Descrizione
Il main event dello show fu un Ladder Stun Gun Match tra Scott Hall e Goldberg, che voleva vendicarsi dell'aiuto dato da Hall a Kevin Nash per la conquista del WCW World Heavyweight Championship un mese prima a Starrcade, che aveva posto fine alla striscia di imbattibilità di Goldberg. Lo scopo del match era quello di raggiungere mediante una scala un dissuasore elettrico sospeso sopra il ring in modo da poterlo utilizzare per stordire l'avversario e vincere il match. Goldberg si aggiudicò la contesa dopo aver colpito Hall con una Spear e una Jackhammer.

## Risultati
| N. | Match                                                                              | Stipulazione                                               | Durata |
| -- | ---------------------------------------------------------------------------------- | ---------------------------------------------------------- | ------ |
| 1  | Chris Benoit sconfigge Mike Enos                                                   | Single match                                               | 10:34  |
| 2  | Norman Smiley sconfigge Chavo Guerrero Jr.                                         | Single match                                               | 15:44  |
| 3  | Fit Finlay sconfigge Van Hammer                                                    | Single match                                               | 07:54  |
| 4  | Bam Bam Bigelow sconfigge Wrath                                                    | Single match                                               | 09:23  |
| 5  | Lex Luger sconfigge Konnan                                                         | Single match                                               | 09:31  |
| 6  | Chris Jericho (con Ralphus) sconfigge Perry Saturn                                 | Loser Wears a Dress match                                  | 11:44  |
| 7  | Billy Kidman (c) sconfigge Rey Mysterio jr., Juventud Guerrera, Psicosis           | Fatal Four Way Match per il WCW Cruiserweight Championship | 14:24  |
| 8  | Ric Flair & David Flair (con Arn Anderson) sconfiggono Barry Windham & Curt Hennig | Tag team match                                             | 13:56  |
| 9  | Goldberg sconfigge Scott Hall                                                      | Ladder Stun Gun Match                                      | 17:47  |